# Воспоминания двух юных жён
«Воспомина́ния двух ю́ных жён» (фр. Mémoires de deux jeunes mariées) — роман в письмах французского писателя Оноре де Бальзака, написанный в 1841 году. Посвящено Жорж Санд. Часть «Человеческой комедии». Единственный эпистолярный роман писателя.
Во французской телеэкранизации 1981 года Луизу сыграла Фанни Ардан.

## Сюжет
Две юные девушки, 18-летняя дочь знатного герцога Луиза де Шолье, и 17-летняя родовитая бесприданница-провинциалка Рене де Мокомб, после 8 лет вместе покидают стены монастыря. Оказываются соответственно в Париже и в провинции, и на протяжении 1824—1835 годов обмениваются письмами о своих жизненных обстоятельствах.
На протяжении этих лет Рене по расчету выдают замуж за соседа, ветерана наполеоновских войн, старше её на 20 лет, и она со смирением и бытовой мудростью планирует стать матерью семейства и заниматься приумножением благосостояния. В итоге она становится матерью троих детей и помогает мужу сделать карьеру в правительстве.
Луиза же влюбляется в знатного испанца, изгнанника, и после крайне романтической истории любви выходит за него замуж. После нескольких лет исступленного счастья она становится вдовой. Спустя четыре года выходит замуж по любви же за Мари Гастона, бедного писателя, красавца, на несколько лет моложе себя, и поселяется с ним вдвоем в уединенном поместье. Но после нескольких лет идиллии, ошибочно взревновав мужа, совершает самоубийство.
Роман построен на противопоставлении двух женских характеров: рассудительности Рене, предостерегающей Луизу насчет её ошибок, и бурного темперамента Луизы, высмеивающей Рене за её предусмотрительность и скучность.

## Переводы
Первый перевод дореволюционный (Записки двух новобрачных. Пер. Е. М. Чистяковой-Вэр.-- В кн.: Бальзак О. Собр. соч. В 20-ти т. Т. 20. СПб., 1899, с. 157--339). В советское время роман практически не издавался. Новый перевод выполнен О. Гринберг  и опубликован в первый раз, возможно, в 1989 году, с предисловием Веры Мильчиной.